# Kanaren-Salbei
Der Kanaren-Salbei (Salvia canariensis) ist eine Pflanzenart der Gattung Salbei (Salvia) und gehört zur Familie der Lippenblütler (Lamiaceae).

## Beschreibung

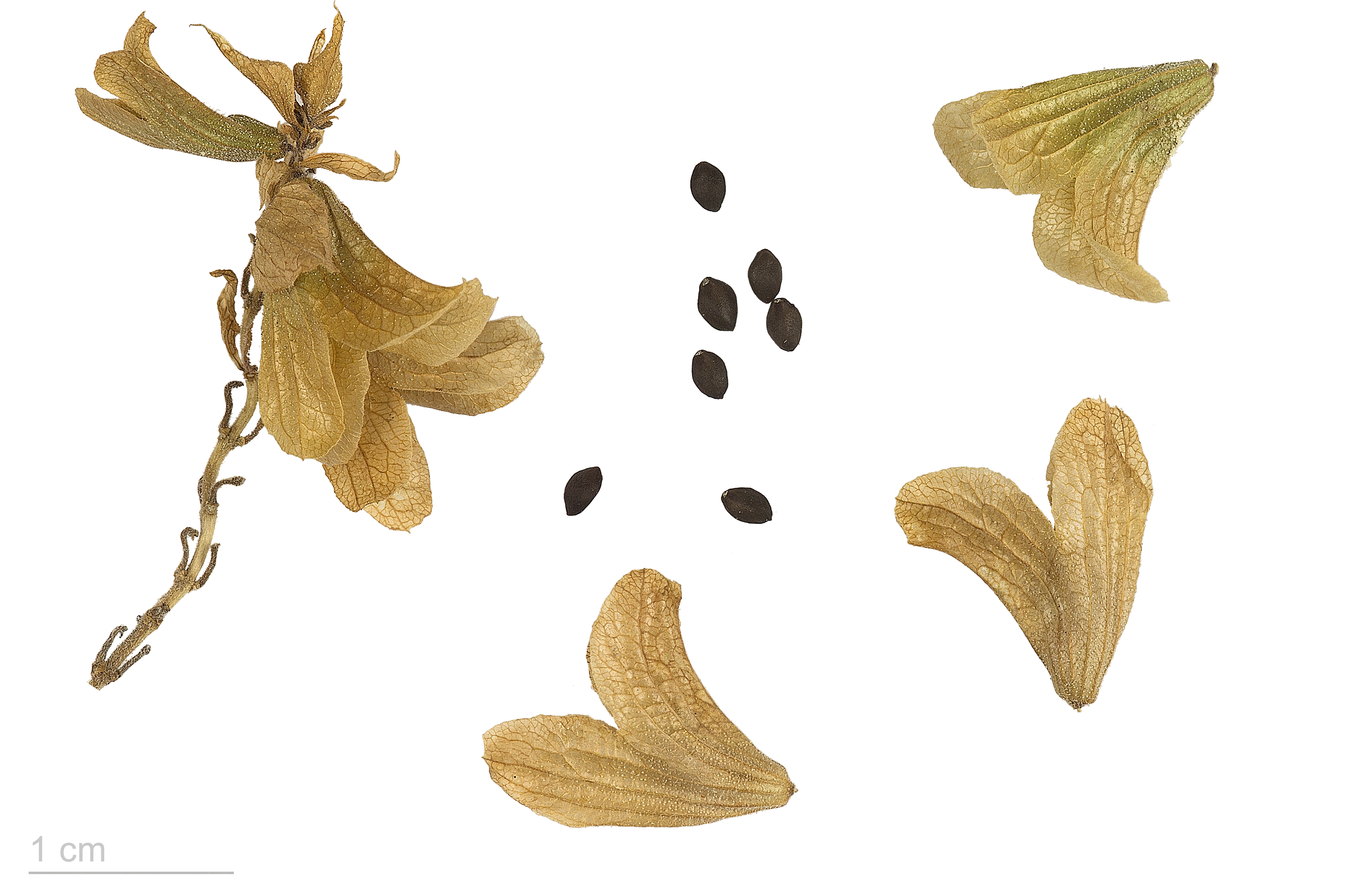
Salvia canariensis

Der Strauch erreicht Wuchshöhen von 100 bis 250 Zentimetern. Die Laubblätter sind grün bis dicht weißfilzig. Ihre Form ist lanzettlich bis dreieckig, am Grund sind sie spießförmig. Der Blattrand ist ganzrandig bis fein gekerbt. Die Blätter erreichen eine Länge von etwa 12 cm. Die auffälligen violetten Tragblätter sind eiförmig und länger als der stumpfzipfelige Kelch. Die Krone wird etwa 20 mm lang und ist rosa bis dunkelviolett, mit sichelförmiger Oberlippe.
Blütezeit ist von Februar bis Juni.

## Vorkommen
Der Kanaren-Salbei wächst nur auf den Kanarischen Inseln. Die Art bevorzugt vor allem den Sukkulentenbusch und die Kiefernwaldregion.